# Ankanaikanahalli, Arkalgud
Ankanaikanahalli là một làng thuộc tehsil Arkalgud, huyện Hassan, bang Karnataka, Ấn Độ.